# Aloe argenticauda
Aloe argenticauda är en grästrädsväxtart som beskrevs av Hermann Merxmüller och Giess. Aloe argenticauda ingår i släktet Aloe och familjen grästrädsväxter. IUCN kategoriserar arten globalt som livskraftig.
Artens utbredningsområde är Namibia. Inga underarter finns listade i Catalogue of Life.